# Бузалково
Бузалково (стар вариант Буселиково, на македонска литературна норма: Бузалково) е село в северозападния дял на община Велес, Северна Македония.

## География
Разположено е южно от рида Гроот на 12 км от град Велес. Основите му лежат върху малък баир, поради което се дължи по-високата му надморска височина от около 500 м. Землището му е 10,4 км2, от които 435,8 ха заемат пасищата, 323,3 ха обработваемите земи и 248 ха горите. Жителите на Бузалково се занимават главно със земеделско-скотовъдна дейност. В селището съществува болница, основно училище, поща, както и паметник на Комунистическата съпротива.

## История
На етническата си карта от 1927 година Леонард Шулце Йена показва Буселиково (Buselikovo) като село с неясен етнически състав.
Според преброяването от 1961 година в селото има 605 жители, от които турците са 522, а албанците – 24. След изселването на голяма част от жителите му в Турция, в края на XX век, Бузалково придобива типичен албански характер. Според преброяването от 2002 година селото има 1456 жители.
| Националност | Всичко |
| македонци    | 2      |
| албанци      | 1443   |
| турци        | 3      |
| роми         | 0      |
| власи        | 0      |
| сърби        | 0      |
| бошняци      | 0      |
| други        | 8      |